# Welser
Welser var en tysk släkt, inflytelserik och verksam inom handel under renässansen i Augsburg och Nürnberg.
Handelsfamiljen hade verksamheter i Antwerpen, Lyon, Madrid, Nürnberg, Sevilla, Lissabon, Venedig, Rom och Santo Domingo.